# Обозов, Сергей Александрович
Сергей Александрович Обозов (род. 18 сентября 1960 года в г. Павлово (город, Нижегородская область), Нижегородская область, РСФСР, СССР) — генеральный директор ОАО «Концерн Росэнергоатом», заместитель директора ОАО «Атомэнергопром».

## Биография

### Образование
В 1984 году окончил Горьковский политехнический институт, Академию народного хозяйства при Правительстве РФ и Волго-Вятскую академию государственной службы при Президенте РФ.
Доктор экономических наук.

### Деятельность
- В 1986—1987 годах работал заместителем секретаря комитета ВЛКСМ завода «Красное Сормово»; в 1987 по 1988 гг. — секретарём комитета ВЛКСМ завода «Красное Сормово»[1].
- В 1988—1990 годах занимал пост первого секретаря Сормовского райкома ВЛКСМ Нижнего Новгорода, в 1990—1992 годах — заместителя председателя Сормовского районного совета народных депутатов; в 1992—1996 годах — заместителя главы администрации Сормовского района, в 1996—1999 годах — заместителя главы администрации Нижнего Новгорода, директора департамента экономики и планирования администрации города[1].
- В 1999—2000 годах Обозов занимал должность президента ОАО «Волжская нефтяная компания»; в 2000 году — первого заместителя генерального директора ОАО «Сибур-Нефтехим» по экономике и планированию[2].
- В 2000—2001 годах занимал пост главного федерального инспектора по Нижегородской области; с 12 апреля по 9 августа 2001 года — председателя правительства Нижегородской области[3].
- С сентября 2001 года по 29 декабря 2005 года С. А. Обозов занимал пост заместителя полномочного представителя Президента РФ в Приволжском федеральном округе[2].
- В декабре 2005 года был назначен заместителем генерального директора концерна «Росэнергоатом» — директором филиала «Дирекция строящихся плавучих атомных электростанций»[4].
- В марте 2006 года приказом руководителя Федерального агентства по атомной энергии С. В. Кириенко № 150К от 15 марта 2006 года назначен исполняющим обязанности генерального директора ФГУП «Российский государственный концерн по производству электрической и тепловой энергии на атомных станциях» (концерн «Росэнергоатом»)[5].
- В сентябре 2006 года назначен Генеральным директором ФГУП «Российский государственный концерн по производству электрической и тепловой энергии на атомных станциях» (концерн «Росэнергоатом»)[3].
- В июле 2007 года назначен на должность заместителя директора государственной компании ОАО «Атомный энергопромышленный комплекс» («Атомэнергопром»)[3].
- В июне 2008 года С. А. Обозов назначен на пост Генерального директора ФГУП концерн «Росэнергоатом» (после акционирования ОАО «Концерн Росэнергоатом»), сохраняя при этом пост заместителя директора ОАО «Атомэнергопром». С 29 июля 2011 года С. А. Обозов покинул пост Генерального директора ОАО «Концерн Росэнергоатом»[4].
- С 2011 года — директор по развитию Производственной системы «Росатом» ГК «Росатом»[4].

## Награды
- Орден святого благоверного князя Даниила Московского  II степени (18 июля 2014 года) — во внимание к помощи, оказываемой Троице-Сергиевой лавре[6]
- Орден Почёта (20 июля 2020 года) - за большой вклад в развитие атомной отрасли и многолетнюю добросовестную работу[7].

В рейтинге высших руководителей — 2010 газеты «Коммерсантъ» занял X место в номинации «Электроэнергетика».

## Санкции
20 июля 2023 года, на фоне вторжения России на Украину, включён в санкционный список Канады против лиц связанных с военно-промышленным комплексом России. 12 февраля 2023 года попал в санкционный список Украины так как «руководство "Росатома" отправило своих сотрудников в Украину вместе с российскими военными, которые захватили украинские атомные электростанции - ЗАЭС и ЧАЭС». По аналогичным основаниям находится под санкциями Великобритании.